# Visoka peć
Visoka peć je vrsta peći koja služi u procesu dobivanja željeza iz oksidnih ruda željeza (hematita, Fe2O3 ili magnetita, Fe3O4). Koks, vapnenac i ruda ubacuju se kroz vrh peći. Vrući zrak uvodi se na dnu peći i pali koks, čime se održava visoka temperatura u peći. Reakcijom između zraka i koksa razvija se ugljikov monoksid koji reducira željezov oksid:
Fe2O3 + 3CO → 2Fe + 3CO2
Temperatura u peći je tolika da se rastaljeno željezo skuplja u bazi peći. Proizvodnja željeza u visokoj peći je kontinuirani proces. Sirovine se kontinuirano ubacuju kroz vrh peći, a sirovo željezo i troska se vade s dna. Visoka peć može raditi i do deset godina prije nego što joj se vatrostalni ozid istroši.

## Povijest
Povijest metalurgije željeza započinje još u prapovijesno doba, ali ne zna se je li prvo željezo proizvedeno slučajno, kad je prapovijesni čovjek naložio vatru na ležištu čiste željezne rude ili je koristeći se već stečenim iskustvom u topljenju bakrene rude primijenio isti postupak na željeznu rudu. Taj postupak je bio prilično jednostavan: u plitkom ognjištu se željezna ruda pokrila drvenim ugljenom, koji se zatim zapalio, pa je ispod vatre nastala gnjecava i spužvasta željezna masa (spužvasto željezo). Da bi se iz spužvastog željeza dobilo tehničko željezo ili čelik ovisilo je prije svega o kvaliteti željezne rude.
Kinezi su razvili snažne mijehove za upuhivanje zraka u peć za taljenje rude (ubacivanje velikih količina zraka u peć pomoću naročitih sapnica izumljeno je na Zapadu tek u 15. stoljeću; tako je nastala visoka peć). Što je još važnije, Kinezi su povećavši dimenzije peći i bitno povećavši količinu drvenog ugljena kao izvora topline, osim temperature, povisili i koncentraciju ugljikovog monoksida unutar peći. To je pospješilo difuziju ugljika u željezo, čime se opet znatno snizilo talište šarže. (Kod eutektičkog sastava, koji sadrži 4,3 % ugljika, ono se snizuje na 1148 °C.) Konačan rezultat novih tehnoloških mjera bio je da se rastaljeno željezo, s visokim sadržajem ugljika, moglo lijevati poput bronce. Danas se takvo željezo izliveno izravno iz peći naziva sirovim željezom.

## Dobivanje željeza
Za dobivanje željeza danas se uglavnom koriste oksidne, a rjeđe karbonatne rude. Crvena željezna ruda sadrži mineral hematit. Druge rude sadrže mineral magnetit, koji je crne boje i magnetičan. Željezo rijetko nalazimo u elementarnom obliku koji se nalazi u okolici vulkana i u meteorima. Velike količine željeza korištene od željeznog doba, u prvom tisućljeću prije Krista, dobivene su taljenjem željeznih minerala, kao što je hematit.
Iz oksidnih ruda željezo se dobiva redukcijom ruda koksom, odnosno ugljikovim(II) oksidom (ugljikov monoksid) u visokim pećima. Iz ruda koje su siromašne željezom (npr. limonita), željezo se dobiva tzv. kiselim taljenjem i Kruppovim postupkom.

### Dobivanje željeza u visokim pećima
Kroz gornji otvor visoke peći (grotlo), peć se naizmjenično puni slojevima koksa i rude s talioničkim dodacima. Ovisno o rudi, talionički dodatak je vapnenac ili dolomit (ako su rude kisele, jer jalovine sadrže silikate i aluminijev oksid) ili kvarcni pijesak (ako su rude alkaline, jer jalovine sadrže kalcijev oksid). Najdonji sloj koksa se zapali, a dovodi mu se vruć zrak (do 800 °C) obogaćen kisikom. Pritom koks izgara dajući najprije CO2, a zatim prolaskom kroz sljedeći sloj koksa prelazi u CO:
2 C + O2 → 2 CO
Nastali ugljikov(II) oksid (ugljikov monoksid) glavno je redukcijsko sredstvo koje postupno, ovisno o temperaturi pojedinih zona peći, sve više reducira okside željeza, dok konačno ne nastane tzv. spužvasto željezo, a sve reakcije se sumarno mogu svesti na:
Fe2O3 + 3 CO → 2 Fe + 3 CO2
Reakcijama oslobođeni CO2 (koji nastaje raspadom karbonata) reagira s ugrijanim koksom dajući ponovo CO, koji se u manje vrućim dijelovima peći raspada na CO2 i fino disperzirani ugljik, koji se otapa u spužvastom željezu. Ugljik tako snizuje talište reduciranog željeza na 1100 - 1200 °C. Rastaljeno željezo se, zbog veće gustoće, slijeva polagano u donji dio peći i skuplja se na dnu odakle se ispušta u kalupe ili vagonete kojima se odvozi na daljnju preradu. Tekuća i lakša troska pliva na rastaljenom željezu i ispušta se kroz nešto više smješten ispust.
Proizvodi koji nastaju u visokoj peći su:
- Sirovo željezo. Polaganim hlađenjem dobiva se sivo sirovo željezo iz kojeg se izlučio grafit. Naglim hlađenjem dobiva se bijelo sirovo željezo iz kojeg se grafit nije stigao izlučiti. Međutim, sirovo željezo obično se ne hladi nego odmah prerađuje u čelike.
- Troska ili zgura, koja je uglavnom kalcijev alumosilikat, upotrebljava se za proizvodnju cementa i kao izolacijski materijal.
- Grotleni plin nastaje kao proizvod navedenih procesa gorenja, a sastoji se od dušika, ugljikovog dioksida, ugljikovog monoksida, vodika i metana. Koristi se za zagrijavanje zraka koji se upuhuje u peć.[1]

### Sirovo željezo
Sirovo željezo je zbog većeg sadržaja nečistoća i ugljika, jako krhko i nepodesno za obradu ili primjenu. Može se koristiti samo za lijevanje najgrubljih masivnih predmeta (npr. postolja), koji nisu mehanički ili toplinski opterećeni. Da bi se dobilo kvalitetnije željezo ili čelik, sirovo se željezo prerađuje, što uključuje smanjenje sadržaja svih primjesa i podešavanje željenog sadržaja ugljika, koji bitno određuje kvalitetu čelika. Čelikom se smatra legura željeza od 0,05 do 2,06% ugljika. Pročišćeno sirovo željezo koje sadrži više od 1,7%, a manje od 2,5% ugljika obično zovemo lijevano željezo, a koristi se za izradu masivnijih željeznih odljevaka za razna postolja, nosače, kostrukcijsko i građevinsko željezo itd. Miješanjem sirovog željeza s talinom kvarcnog pijeska i pretaljivanjem te smjese u pećima obloženim Fe2O3, u talini se dobiva spužvasto, porozno željezo, u kojem prisutni Fe2O3 oksidira većinu primjesa. Dobiva se tzv. profilno željezo jer se direktno iz peći, pod tlakom koji istiskuje silikatnu masu s otopljenim primjesama, izvlače profilni proizvodi željeza (cijevi, tračnice, šipke itd.).

## Postrojenja visoke peći
Za suvremenu proizvodnju željeza u visokim pećima potrebno je više pratećih postrojenja. Obično je ta proizvodnja povezana s proizvodnjom čelika. Uz postrojenja za pripremu rudnog zasipa ujednačavanjem sastava na skladištu, usitnjavanjem, prosijavanjem i aglomeriranjem (stvaranje grudica određenih dimenzija u posebnim uređajima koje se zasniva na postupnom vlaženju i sušenju u vrtložnom sloju), važna su i skladišta goriva, te postrojenja za njihovu pripremu (npr. spremnici za prihvat i uređaji za ubrizgavanje tekućih i plinovitih goriva, prosijavanje koksa). Ostala su važna pomoćna postrojenja: bunkeri, zasipni uređaji, strojevi za probijanje i zatvaranje ispusta, postrojenja za obradu plina, za opskrbu zrakom i vodom, za lijevanje željeza, za obradu troske, transportna sredstva za željezo i trosku, kotlovnica, elektroenergetska postrojenja i, često, postrojenja za proizvodnju koksa. Za suvremenu proizvodnju željeza vrlo su važni uređaji za mjerenje, kontrolu i regulaciju postupka u peći.

### Postrojenje za istovar i skladište sirovina
Sirovine se postrojenjima za proizvodnju željeza dopremaju obično željeznicom ili, kad su ta postrojenja smještena na morskoj obali, brodovima. Budući da se radi o velikim masama rude željeza i ugljena (ili koksa, ako postrojenje nema vlastitu koksaru), za njihov istovar upotrebljavaju se visokoproduktivni automatizirani mehanički uređaji, a konvejeri (transportne trake) za prijevoz na skladište i sa skladišta. Skladište rude uvijek je na otvorenom, s velikom dizalicom na tračnicama za njegovo posluživanje.

### Postrojenja za usitnjavanje i prosijavanje
Postrojenja za usitnjavanje i prosijavanje ruda željeza koja služe za dobivanje čestica jednoličnije veličine, vrlo su jednostavna. U tim postrojenjima proizvode se dvije veličine grudica (s česticama veličine od 20 do 50 mm, te od 6 do 20 mm) za izravno korištenje u peći i jedna (s česticama manjim od 6 mm) koju treba prethodno aglomerirati, tj. stvoriti grudice određenih dimenzija u posebnim uređajima koja se zasnivaju na postupnom vlaženju i sušenju u vrtložnom sloju.

### Postrojenja za aglomeriranje ruda željeza
Postrojenja za aglomeriranje ruda željeza mogu biti kontinuiranog ili periodičnog tipa. Postrojenja za kontinuirano aglomeriranje obično su postrojenja s lančanim roštiljima (aglotrake) ili peći, a postrojenja za periodično aglomeriranje su obično metalne zdjele ili tave (površine od 12 do 22 m2). Postoje različite izvedbe tih postrojenja, a često imaju i uređaje za prethodnu peletizaciju.
Za aglomeriranje ruda željeza obično se upotrebljavaju jamske peći, obujma od 50 do 80 m3. Veoma su rijetke rotacione peći. Takve peći imaju promjer od 2 do 4 metra, duljinu 30 do 40 metara, a kapacitet od 250 do 1000 tona na dan. Kao gorivo koriste obično prirodni plin. Dio plina se može zamijeniti čvrstim gorivom, koje se dodaje sirovini prije ulaska u peć. Postrojenja za aglomeriranje u željezarama osim za pripremanje rude, potrebna su i za preradu prašine, izdvojene iz plina visoke peći.

### Bunkeri
Bunkeri visoke peći služe za prihvatanje pojedinih sastojaka zasipa pri njegovoj pripremi. Bunkeri moraju imati toliki obujam da mogu prihvatiti zalihe sastojaka potrebnih za vrijeme normalnog proizvodnog postupka, ali i za vrijeme uklanjanja kvarova na uređajima unutrašnjeg prijevoza između skladišta i peći. Premali obujam bunkera može bitno poremetiti proizvodnju, ali investicije za prevelike bunkere nisu ekonomski opravdani.
Za dobivanje povoljnog omjera rude i vapnenca pri stvaranju zasipa, bunkeri imaju prikladne ispusne uređaje i uređanje za vaganje, a za povoljan omjer koksa, još i uređaje za prosijavanje (prije vaganja) i za povrat sitnog koksa. Najprikladniji oblik bunkera je pravokutnik s kosim dnom (od 45º do 55º). Prijevoz povoljnog omjera rude, vapnenca i koksa do zasipnih uređaja mora biti što kraći, pa se bunkeri smještaju u samoj blizini visoke peći.

### Zasipni uređaji
Zasipni uređaji visoke peći služe za ravnomjerno zasipavanje visoke peći i sastoje se od nekoliko mehanizama povezanih u sustav automatskog koordiniranog rada. U taj sustav nužno su uključeni i svi procesni uređaji, počevši od ispusta bunkera. Na drugom kraju tog sustava nalazi se konstrukcija nad ždrijelom peći, koja omogućuje hranjenje peći zasipom, uz odvajanje plinskog prostora peći od okoline (zasipni toranj). Mehanizam za prijevoz zasipa do ždrijela peći vrlo je bitan dio tog sustava.
Zasipni tornjevi ždrijela starijih peći s malim tlakom plina, gradili su se samo kao uređaji s dva zvona. Ta su zvona smještena u kućištu spojenom s odvodima plina i učvršćena na ždrijelu peći prirubničkim spojem ili na posebnoj konstrukciji. Čim se prihvatni lijevak napuni, malo se zvono spušta i zasip pada u zdjelu zatvorenu velikim zvonom. Nakon što se prihvatni lijevak isprazni, malo se zvono podiže i zatvara ispust lijevka. Zatim se spušta veliko zvono i zasip pada u ždrijelo peći. Kad se zdjela isprazni, veliko se zvono podiže i ponovno zatvori zdjelu. Ponavljanje tog ciklusa hranjenja regulira davač razine zasipa.
Zvona i zdjela izrađeni su od čeličnog lijeva sa zidovima debljine oko 60 mm. Veliko zvono je od jednog, a malo zvono i zdjela od dva dijela, da bi se mogli mijenjati donji dijelovi, koji su više izloženi trošenju. Da bi dodirne površine zvona i zdjele dovoljno dobro prilijegale jedna na drugu, kako bi se postiglo dobro zatvaranje, izrađuju se navarivanjem sloja tvrdog metala debljine oko 5 mm, koji se naknadno obrađuje. Iz istog razloga zvona se balansiraju prije ugradnje. Dobro nalijeganje zvona i zdjele provjerava se pri ugradnji nasipavanjem vode u zdjelu.
Dimenzije zasipnih tornjeva određuju se iskustveno. Obujam je zdjele od 2,5% do 3% obujma peći. Promjer je malog zvona od 1,5 do 2 metra, a promjer velikog zvona za 1,2 do 1,9 metara manji od promjera ždrijela. Plašt velikog zvona zatvara s vodoravnom ravninom kut od oko 53º, a malog zvona od 50º do 55º. Hod je velikog zvona od 450 do 1000 mm. Mehanizmi za pomicanje zvona mogu biti elektromotorna vitla ili pneumatski cilindri.
U novijim visokim pećima, koja imaju zasipne tornjeve s dva zvona, pojavljuju se poteškoće, jer je u njima tlak plina dosta visok (do 0,4 MPa). Tada prašina u plinu djeluje snažno abrazivno, pa može doći do vrlo skupih prekida proizvodnje. Zbog toga su se počeli upotrebljavati uređaji koji imaju do 4 zvona, te uređaji koji na drugim postupcima (npr. s pomoću zaklopki) izoliraju plinski prostor peći od okoline i koji raspoređuju zasip u ždrijelu pomoću pokretnih mehaničkih uređaja.

### Konstrukcija visoke peći
Visoke peći mogu se svrstati u dvije osnovne skupine: peći s nosačima zasipnog tornja i peći s nosačima trupa. Svaka visoka peć ima 4 osnovna dijela: ždrijelo (grotlo), trup (jama), sedlo i gnijezdo. Oni se sastoje od ozida i čelične konstrukcije. Na njima su smješteni uređaji za hlađenje, a na gnijezdu i puhalice s dovodima zraka, ispusti željeza i troske. Osim toga, u opremu visoke peći spadaju i uređaji za probijanje i začepljivanje ispusta željeza i troske, za mjerenja, kontrolu i regulaciju, ugradbena dizalica. Temelj je važan dio visoke peći.

### Vatrostalni ozid visoke peći
Vatrostalni ozid visoke peći sastoji se od vatrostalnih opeka, vatrostalnog morta i mase za nabijanje. Izložen je vrlo složenom agresivnom djelovanju niza čimbenika. Zbog toga su pojedini dijelovi ozida visoke peći od različitih opeka.
Najčešće se za ozid trupa upotrebljavaju opeke i mort od tvrdog šamota. U donjoj su trećini opeke od kvalitetnijeg materijala (s 42 – 44% Al2O3), u srednjoj trećini od materijala nešto slabijeg kvaliteta (s 36 – 39% Al2O3, ili 32 – 35% Al2O3), a u gornjoj trećini od materijala s niskim sadržajem Al2O3. Šamotni materijal za ozid trupa ne smije sadržavati više od 1,5% Fe2O3, jer on katalizira Boudouardovu reakciju, pa uzrokuje ugrađivanje ugljika u ozid i time pospješuje njegovo raspadanje. Osim toga te opeke ne smiju biti odviše porozne da ne bi apsorbirale mnogo plina, iz kojeg se može izlučiti ugljik. One moraju biti vrlo čvrste i postojanih dimenzija (što manje toplinsko istezanje) da bi se smanjile dimenzije razmaka između opeka.
Za ozid ostalih dijelova visoke peći najviše se upotrebljavaju ugljične opeke i blokovi. Za nadoknađivanje toplinskog istezanja ozida od velikih blokova potrebni su veliki razmaci između blokova (oko 50 mm). Oni se ispunjavaju masama za nabijanje koje se sastoje od koksa i katrana. Dna gnijezda novijih visokih peći zidaju se od kombinacije šamotnih i ugljičnih opeka. Šamotom se obzidavaju i otvori za puhalice i ispusti. Ispust za željezo širok je 250 mm, a visok 500 mm. Ojačan je okvirom od čeličnog lijeva. Zatvara se masom od vatrostalne gline. Ispust za trosku je od bakrenih hladnjaka hlađenih vodom koji su teleskopski smješteni jedan u drugi. Otvor tog ispusta na ulazu u peć ima promjer 50 do 65 mm. Veće peći imaju dva ispusta za trosku. Ispusti za trosku i željezo nalaze se na dvije različite razine, a razmaknuti su 90 do 180º po obodu peći.
Trajnost visoke peći zavisna je od trajnosti njenog ozida. Dno visoke peći traje 10 do 15 godina. Za to vrijeme obično se ozid trupa mijenja dvaput, a ozid sedla jedanput. Stanje ozida visoke peći kontrolira se pirometrima s osjetilima ugrađenim na potrebnim mjestima.

### Uređaji za hlađenje visoke peći
Trajanje ozida visoke peći uvelike zavisi od njegove radne temperature. Zbog toga je vrlo važno njegovo stalno hlađenje. Pri tome se gubi velika količina energije (do 200 kcal po kg goriva), ali su ti gubici opravdani smanjenjem troškova proizvodnje. 
Najčešće se visoka peć hladi vodom, zalijevanjem plašta izvana. Za tu svrhu se oko trupa na tri razine postavljaju zaljevači. To su prsteni od cijevi promjera 50 do 150 mm s mlaznicama (rupice promjera 4 do 5 mm). Na sedlu su zaljevači izvedeni kao prstenasti žljebovi, jer se ono prema dolje sužava. Takvo je hlađenje dosta uspješno, ali plašt brzo korodira, što je svakako nedostatak.
Zbog toga nedostatka hlađenje visoke peći se može izvesti posebnim hladnjacima. Oni su od lijevanog željeza. Vertikalni se hladnjaci upotrebljavaju za hlađenje ozida gnijezda, a ugrađuju se između ozida i plašta. Za hlađenje ozida ostalih dijelova peći prikladniji su vodoravni hladnjaci, koji se ugrađuju u ozid kao pločasti ili konzolni hladnjaci. Kroz vertikalne i konzolne hladnjake voda struji kroz ulivene cijevi, a u vodoravnim pločastim hladnjacima ulivene pregrade usmjeravaju njezino strujanje.
Vertikalni hladnjaci obuhvaćaju skoro čitavo gnijezdo, ponekad do 3 metra ispod ispusta za željezo. Pojedini dijelovi su visoki do 5 metara i široki 0,7 do 1,5 metara. Pločasti se hladnjaci upotrebljavaju za hlađenje ozida sedla i dijela ozida gnijezda u zoni puhalica, a konzolni hladnjaci za hlađenje ozida trupa. Obično su vodoravni hladnjaci razmaknuti 1 do 1,5 metara u vodoravnom smjeru i 0,4 do 1 metra u vertikalnom smjeru. Pločasti su hladnjaci odvojeni od ozida razmakom, ispunjenim masom za nabijanje, koja omogućuje širenje ozida tokom prvog zagrijavanja (toplinsko istezanje). Konzolni se hladnjaci kruto učvršćuju za plašt, jer služe i kao nosači ozida. Zbog toga se ne mogu mijenjati kao pločasti hladnjaci.
U novije vrijeme se nastoji uvesti hlađenje visokih peći uz istovremenu proizvodnju pare. Međutim, takvi sustavi hlađenja još se malo primjenjuju.

### Čelična konstrukcija visoke peći
Čelična konstrukcija visoke peći sastoji se od ojačanja ozida, koja preuzimaju mehanička naprezanja, radnih platformi sa stepeništima, ugradbene staze za dizalicu i nosača.
Za ojačanje ozida novijih visokih peći, posebno peći s nosačima trupa, služi kompaktni plašt od čeličnih limova, koji su najčešće međusobno zavareni. Na visokim pećima s nosačima zasipnog tornja umjesto plašta trupa upotrebljavaju se čelični obruči; limeni je plašt tada samo oko sedla i gnijezda. Prostor između plašta i ozida peći ispunjen je šamotnim mortom, odnosno masom za nabijanje. Peći s potpunim plaštem uglavnom su sigurnije, pogotovo kad je ozid već djelomično istrošen. Da bi bio siguran i na višim temperaturama, koje se mogu pojaviti zbog uznapredovalog izgaranja ozida, plašt se često ojačava dodatnom čeličnom konstrukcijom na stupovima oslonjenim na nosače trupa.
Obično su s plaštem spojene i oklopne ploče u unutrašnjosti ždrijela, visoke 2,5 do 3 metra, koje štite ozid od udaraca materijala koji pada sa zvona, od pritiska zbog spuštanja tvrdog zasipa u niže slojeve, te od abrazije zbog strujanja prašine u grotlenom plinu. Oklopne ploče ždrijela vežu se ponekad samo za oblogu, ali su tada manje sigurne.
Radne platforme visokih peći s pristupnim stepeništima nalaze se na svim razinama na kojima je potrebno raditi za vrijeme pogona ili popravka. Na pećima s nosačima zasipnog tornja učvršćene su na čeličnu konstrukciju nezavisnu od konstrukcije peći. Na pećima s nosačima trupa učvršćene su dijelom na posebnu konstrukciju, dijelom na samoj peći, a dijelom su uklopljene u konstrukciju zasipnog tornja.
Ugradbena staza za dizalicu služi za izmjenu dijelova zasipnih uređaja. Učvršćena je na konstrukciju zasipnog tornja. Dizalicom se upravlja sa zasipne platforme.

### Sustav puhalica visoke peći
Sustav puhalica visoke peći sastoji se od prstenastog razdjelnika vrućeg zraka smještenog oko sedla, potrebnog broja puhalica smještenih oko gnijezda, dijelova za spoj puhalica s razdjelnikom (koljena, nastavci) i hladnjaka puhalica. Puhalice su okrugli, bakreni elementi s promjerom od 140 do 250 mm, hlađenih vodom. Smješteni su teleskopski unutar većih hladnjaka. Njihova priključna koljena i razdjelnik zraka su ozidani.
Budući da se broj puhalica ne može mijenjati tokom rada peći, potrebno ga je odrediti pri projektiranju. Moguće potrebne izmjene količine zraka koje se upuhavaju u peć mogu se kasnije postići samo promjenom promjera puhalica. Iskustveno se uzima da je broj potrebnih puhalica n = 2 d, gdje je d (m) promjer gnijezda. On mora biti toliki da osigurava stvaranje zatvorene prstenaste zone sagorijevanje. To zavisi od niza čimbenika, pa broj potrebnih puhalica se mijenja unutar granica koje odgovaraju razmaku od 1,3 do 2 metra između puhalica.

### Temelj visoke peći
Temelj visoke peći izložen je velikim mehaničkim naprezanjima. Suvremene peći normalnog kapaciteta visoke su oko 70 metara, računajući od ispusta za željezo, a zajedno sa slojem materijala u njima, visokim oko 30 metara, imaju masu od oko 30 000 tona. Osim toga, temelj je visoke peći izložen i djelovanju bočnih sila od kosog mosta dizala zasipa i kose cijevi za odvod plinova. Velika su i toplinska opterećenja temelja visoke peći jer na njihovoj gornjoj površini vladaju temperature i više od 1000 °C.
Zbog toga temelji visoke peći imaju uvijek gornji dio od vatrostalnog i donji od kvalitetnog armiranog betona. Gornji dio mora biti tolike debljine (3,5 do 4 metara) da temperatura njegova dna ne bude viša od 250 °C. Izvedba donjeg dijela temelja visoke peći mora biti prilagođena nosivosti tla. Na tlu vrlo dobre nosivosti taj dio može biti betonska stopa, ali uglavnom je nužan dubinski temelj, koji se mora oslanjati na nosivi sloj (kamen, debeli sloj šljunka).

### Strojevi za probijanje i začepljivanje ispusta
Za probijanje ispusta za željezo upotrebljavaju se velike bušilice, a za njegovo zatvaranje tzv. puške za zatvaranje. To su strojevi okretljivo ugrađeni na nosećim stupovima u neposrednoj blizini ispusta, da bi se mogli skloniti kad nisu u upotrebi.
Bušilice za probijanje ispusta za željezo imaju elektromotorni ili pneumatski pogon. Puške za zatvaranje su strojevi s jednim ili dva dvojna cilindra s po dva mehanički spojena klipa: tlačnim, na pneumatski ili hidraulički pogon i radnim, koji tlači masu u ispust. U novije vrijeme upotrebljavaju se elektromotorne puške za zatvaranje. One imaju vlastitu pumpu s elektromotornim pogonom za tlačenje ulja potrebnog za hidraulički pogon. Obično se uz pušku nalaze i uređaji za drobljenje i miješanje, potrebni za pripremu mase za zatvaranje ispusta.
Za otvaranje i zatvaranje ispusta za trosku upotrebljavaju se čepovi od lijevanog željeza. Vade se iz ispusta i vraćaju natrag strojevima koji se, kad nisu u radu, podignu iznad radne površine.

### Uređaji za opskrbljivanje zrakom
Za sagorijevanje 1 tone koksa u visokoj peći potrebno je od 2400 do 2700 mn3 zraka. Na putu do ulaza u peć u novijim se postrojenjima gubi 5 do 8% zraka. Aerodinamički otpor na tom putu je 0,01 do 0,04 MPa. Pored toga, tlakom zraka treba svladati i razliku pritisaka od 0,01 do 0,03 MPa na putu od puhalica do ždrijela peći, te u novijim pećima, osigurati natpritisak u ždrijelu (obično 0,01 do 0,03 MPa).
Budući da je temperatura ulaznog zraka bitan čimbenik stupnja iskorištenja peći, teži se što višim temperaturama zraka. Tako se prije zrak za visoke peći zagrijavao samo do 800 °C, a za postizavanje velikih učinaka visokih peći zrak se danas grije na temperaturu od oko 1300 °C. Zbog toga su za pripremu zraka potrebnog u suvremenim visokim pećima nužna vrlo učinkovita postrojenja za kompresiju i za zagrijavanje.

### Kompresorske stanice
Kompresorske stanice ili postrojenja za kompresiju zraka su vrlo velike. U njima se troši 9 do 12% od energije potrebne za topljenje željeza. Ranije su se za kompresiju zraka za visoke peći upotrebljavali klipni kompresori s parnim ili plinskim pogonom. Danas se upotrebljavaju uglavnom samo parne turbopuhaljke (centrifugalne puhaljke s parnom turbinom kao pogonskim strojem).

### Zagrijači zraka
Po prvi put je zagrijavanje zraka za visoke peći primijenjeno 1830., i to na rekuperativnom principu. Od 1857. primjenjuje se regenerativno zagrijavanje zraka. Za to se upotrebljavaju tzv. kauperi (prema konstruktoru E. A. Cowperu). To su aparati ispunjeni vatrostalnim opekama posebnih oblika kroz koje izmjenično struje plinovi izgaranja visoke peći i zrak koji treba zagrijati. Zbog tog izmjeničnog rada za jednu je visoku peć potrebna cijela skupina kaupera (obično 3 do 4 kaupera). Jedan ili dva kaupera zagrijavanju se plinovima izgaranja, a dva služe za zagrijavanje zraka. U jednom od njih, koji je tek zagrijan, zagrijava se zrak na visoku temperaturu, a drugi, već prilično ohlađen, služi za predgrijavanje zraka. Vrućem zraku iz prvog kaupera dodaje se toliko hladnijeg zraka iz drugoga, koliko je potrebno da se održava ravnomjerna temperatura zraka na ulazu u peć.
Kauperi se izvode s ugrađenom ili vanjskom komorom za izgaranje. Kauperi s ugrađenom komorom još se uvijek najviše upotrebljavaju, ali nisu prikladni za zagrijavanje zraka na vrlo visoke temperature zbog suviše velikih toplinskih naprezanja graničnih zona njihove konstrukcije između komore za izgaranje i saća.
Saće kaupera s ugrađenom komorom za izgaranje obično ima 3 sloja vatrostalnih opeka specijalnih oblika i od različitih materijala. Oblik i vrsta opeka prilagođeni su zahtjevu da se postigne dobar prijelaz topline. U gornjem sloju toplina s plina prelazi vrlo brzo na saće, jer najviše topline prelazi zračenjem zbog visoke temperature plina. Za te uvjete potrebna je razmjerno velika masa saća, a nisu u saću potrebni kanali velikog presjeka. Potrebne su, dakle, opeke s debelim stijenkama. U donjim je slojevima prijelaz topline mnogo sporiji, jer se pretežno odvija konvekcijom, pa je potreban manji presjek kanala u saću; masa saća može biti razmjerno manja. Tada su opeke s mnogo kanala i s razmjerno tankim stijenkama.
Opeke za kaupere obično su od šamotnih materijala (s 42 – 44% Al2O3 u kupoli, 40 – 42% Al2O3 u gornjim, a 30 – 39% Al2O3 u donjim dijelovima saća).
Saće kaupera s vanjskom komorom za izgaranje obično se sastoji od 5 slojeva. Opeke, kojima su ispunjeni, moraju biti od kvalitetnijeg materijala. U kupoli su obično opeke u kojima je do 72% Al2O3, u gornjem sloju saća obično od silikatnog materijala, a u sljedeća dva od visokokvalitetnog vatrostalnog materijala s više od 50% Al2O3.

### Postrojenja za opskrbljivanje vodom
Visoka peć je najveći korisnik vode u željezari. Protok vode za njeno hlađenje iznosi od 0,9 do 3,3 m3/h po m3 njenog obujma, što je obično 18 do 25% od ukupno potrebne vode. U rashladnom sustavu gubi se isparavanjem oko 0,1%. Ostatak se može ponovno upotrijebiti, nakon što se ohladi, pri čemu se gubi daljnjih 0,3 do 0,4%. Za osiguranje neprekidne opskrbe vodom potreban je dvostruki sustav pumpnih stanica.
Voda se hladi u rashladnim tornjevima, pored kojih su taložni bazeni s pumpama za taloženje mulja nastalog od prašine iz plina visoke peći. Ako dođe do kvara, rezervna voda nalazi se u visoko podignutom spremniku.

### Elektroenergetska postrojenja visoke peći
Pogon visoke peći ima 90 potrošnih mjesta električne energije. Za visoku peć obujma 1000 m3 ukupna je instalirana snaga tih potrošača do 4 MW. Potrošači su priključeni na 220/380 V i 6000 V. Da se proizvede 1 tona željeza, potrebno je od 5,5 do 8,5 kWh. Transformatorske stanice s rasklopnim uređajima smještene su neposredno uz visoku peć.

### Postrojenja za preradu plina visoke peći
Plin visoke peći vrlo je važan sporedni proizvod kod proizvodnje željeza jer se može upotrijebiti kao energetsko gorivo. Njime se može pokriti 25 do 35% od ukupnih potreba željezare. Radi zaštite okoliša plin visoke peći ne smije sadržavati više od 10 mg prašine u m3. Osim toga, za mnoga trošila ogrjevna moć je plina visoke peći preniska, pa se plin mora obogatiti koksnim ili prirodnim plinom.
Osim za predgrijavanje zraka, plin visoke peći troši se u koksnim baterijama, ako takve postoje u blizini željezare, a nakon obogaćenja (do ogrjevne moći od 4000 kcal/mn3) u Siemens-Martinovim pećima, pećima valjaonica, za potpalu mješavine u aglomeraciji, za proizvodnju pare itd.
Plin visoke peći čisti se najprije grubo u hvatačima prašine i ciklonima. Time se sadržaj prašine snizuje na 3 do 12 g/m3. Zatim slijedi polufino čišćenje skraberima, gdje se sadržaj prašine snizuje na 0,6 do 1,8 g/m3. Na kraju se plin visoke peći čisti dezintegratorima, elektrofiltrima ili filtrima s tkaninama. Najviše se upotrebljavaju elektrofiltri (ponekad povezani sa skraberima). Nova filtri od sintetskih tkanina omogućavaju čišćenje vrućih plinova do 600 °C. Takvim se postupkom sadržaj prašine može sniziti i na manje od 1 mg/m3.
Za obogaćivanje plina visoke peći prirodnim plinom potrebne su posebne stanice. Za dovođenje plina visoke peći udaljenim trošilima potrebno je povećati tlak plina, već prema duljini plinovoda, posebnim kompresorskim stanicama.

### Transportna sredstva za željezo i trosku
Rastaljeno se željezo u peći ulijeva u posebno željezničko vozilo i prijevozi na daljnju preradu: lijevanje ili direktno u čeličanu. Ako se troska dalje prerađuje samo granulacijom, onda se obično polijeva jakim mlazom vode odmah po izlasku iz peći. Ako ne, ulijeva u posebno željezničko vozilo i odvozi na preradu.

### Uređaji za mjerenje, kontrolu i regulaciju
Nekad se proizvodnjom visoke peći upravljalo ručno s pomoću malobrojnih mjernih instrumenata za nadzor pogona. Ali s povećanjem kapaciteta visoke peći postalo je suvišno rizično voditi takav pogon izvan optimalnog rada, pa se sve više upotrebljava daljinsko mjerenje i automatsko upravljanje procesnim računalima.

## Kemijske reakcije u visokoj peći
Glavna kemijska reakcija u visokoj peći, kojom se stvara sirovo željezo je:
Fe2O3 + 3CO → 2Fe + 3CO2
Ta se kemijska reakcija može podijeliti u čitav niz koraka, a započinje s predgrijanim zrakom koji ulazi kroz puhalice u gnijezdu visoke peći, koji reagira s ugljikom iz koksa, stvarajući ugljikov monoksid i toplinu:
2 C(k) + O2(p) → 2 CO(p)
Vrući ugljikov monoksid je reducirajući element za željezovu rudu, koji kemijski reagira sa željezovim oksidima, da bi se stvorilo sirovo željezo i ugljikov dioksid. Ovisno o temperaturama u različitim dijelovima unutrašnjosti visoke peći (najtoplije je na dnu peći), željezovi oksidi se reduciraju u nekoliko koraka. Na vrhu visoke peći, gdje se temperature kreću od 200 °C do 700 °C, željezovi oksidi se djelomično reduciraju u željezove(II,III) okside, Fe3O4:
3 Fe2O3(k) + CO(p) → 2 Fe3O4(k) + CO2(p)
Na temperaturi od 850 °C, u donjem dijelu visoke peći, željezov(II,III) oksid se dalje reducira u željezov(II) oksid:
Fe3O4(k) + CO(p) → 3 FeO(k) + CO2(p)
Vrući ugljikov dioksid, ugljikov monoksid koji nije izreagirao i dušik idu prema vrhu visoke peći, dok željezov(II) oksid pada prema dnu visoke peći. Svježi zrak koji ulazi u dnu peći reagira s vapnencom, te stvara kalcijev oksid i ugljikov dioksid:
CaCO3(k) → CaO(k) + CO2(p)
Kako željezov(II) oksid pada dolje u područje viših temperatura, koje se kreću do 1200 °C, on se dalje reducira u metal željeza:
FeO(k) + CO(p) → Fe(k) + CO2(p)
Ugljikov dioksid koji se stvara u tom području se ponovo reducira u ugljikov monoksid uz pomoć ugljika iz koksa:
C(k) + CO2(p) → 2 CO(p)
Ravnoteža koja se uspostavlja kod reakcije ugljikova(IV) oksida (ugljikov dioksid) s ugljikom naziva se Boudouardova ravnoteža. Zbog endotermnosti reakcije povećanje temperature pomiče reakciju udesno a sniženje temperature ulijevo:
2CO {\displaystyle \rightleftharpoons } CO2 + C
Kalcijev oksid koji se stvorio u visokoj peći, kemijski reagira s različitim nečistoćama u željezovoj rudi (posebno silicij), da bi stvorio trosku, u kojoj ima najviše kalcijeva silikata, CaSiO3:
CaCO3 → CaO + CO2
Sirovo željezo stvoreno u visokoj peći ima dosta visok sadržaj ugljika u željezu, oko 4–5%, jako je krhko i nepodesno za obradu ili primjenu. Zato se ono koristi uglavnom za proizvodnju čelika, a djelomično za dobivanje lijevanog željeza.

## Vanjske poveznice
|  | Zajednički poslužitelj ima stranicu o temi Visoka peć     |
|  | Zajednički poslužitelj ima još gradiva o temi Visoke peći |